# Рисєв Володимир Володимирович
Володи́мир Володи́мирович Ри́сєв (30 березня 1982) — український спортсмен-пауерліфтер. Заслужений майстер спорту України.

## Спортивні досягнення
- 2011 року на змаганнях в Пльзені встановив рекорд України у категорії 85 кг — тяга 325,0 кг.
- у травні 2015-го в Німеччині на чемпіонаті Європи-2015 з пауерліфтингу здобув срібну нагороду, вагова категорія 105 74 кг, з результатом 1017,5 кг.

## Державні нагороди
- Орден «За заслуги» II ст. (23 серпня 2022) — за значні заслуги у зміцненні української державності, мужність і самовідданість, виявлені у захисті суверенітету та територіальної цілісності України, вагомий особистий внесок у розвиток різних сфер суспільного життя, відстоювання національних інтересів нашої держави, сумлінне виконання професійного обов'язку.[2]
- Орден «За заслуги» III ст. (9 вересня 2017) — За досягнення високих спортивних результатів на X Всесвітніх іграх з неолімпійських видів спорту у м.Вроцлав (Республіка Польща), піднесення міжнародного авторитету України.[3]